# Dalechampia micromeria
Dalechampia micromeria är en törelväxtart som beskrevs av Henri Ernest Baillon. Dalechampia micromeria ingår i släktet Dalechampia och familjen törelväxter.

## Underarter
Arten delas in i följande underarter:
- D. m. angustifolia
- D. m. micromeria